# ایالات متحده آمریکا در المپیک تابستانی ۱۹۴۸
ایالات متحده آمریکا در بازی‌های المپیک تابستانی ۱۹۴۸ که در لندن بریتانیای کبیر برگزار شد، با ۳۰۰ ورزشکار شرکت نمود و موفق به کسب ۸۴ مدال (۳۸ طلا، ۲۷ نقره، ۱۹ برنز) شد که در رتبه ۱ مسابقات قرار گرفت.